# Meszhed
Meszhed (pers. ‏مشهد‎, Maszhad) – miasto w północno-wschodnim Iranie, drugie co do wielkości miasto tego kraju (2766,3 tys. w 2011) i ważny ośrodek akademicki. Jest również jednym z najświętszych miejsc dla szyitów. Położone jest 850 km na wschód od Teheranu i stanowi centrum ostanu Chorasan-e Razawi. Leży w dolinie rzeki Kaszaf niedaleko od granicy z Turkmenistanem.

## Historia
Miasto zostało założone w 823 r., a jego nazwa pochodzi od arabskiego maszhad, czyli „miejsce męczeństwa”, co odnosi się do śmierci imama Rezy – ósmego imama szyitów. Przed jego śmiercią była to mała wioska o nazwie Sanabad. Najpierw zbudowano w tym miejscu świątynię, wokół której zaczęło powstawać miasto. Jednym z pierwszych ważnych budynków było mauzoleum, które dzisiaj zawiera największe dobra kultury i sztuki Iranu (manuskrypty i obrazy).
Meszhed jest też miejscem pielgrzymek. Mówi się, że bogaci wybierają się do Mekki, a ubodzy do Meszhedu. Liczbę pielgrzymujących tutaj muzułmanów szacuje się na ponad 20 mln rocznie (2006).
W 1912 r. Sanktuarium Imama Rezy zostało zbombardowane przez wojska rosyjskie, co wywołało wielkie oburzenie w świecie szyickim. Ponownie został tam przeprowadzony atak bombowy 20 czerwca 1994 przez Irańskich Mudżahedinów Ludowych (zginęło w nim 26 osób).
W tym mieście w 1939 roku urodził się były prezydent, a obecny Najwyższy Przywódca Republiki Islamskiej Iranu Ali Chamenei.

## Miasta partnerskie
- Santiago de Compostela, Hiszpania
- Lahaur, Pakistan
- Werona, Włochy
- Seattle, Stany Zjednoczone
- Pula, Chorwacja
- Pusan, Korea Południowa
- Fresno, Stany Zjednoczone

## Galeria

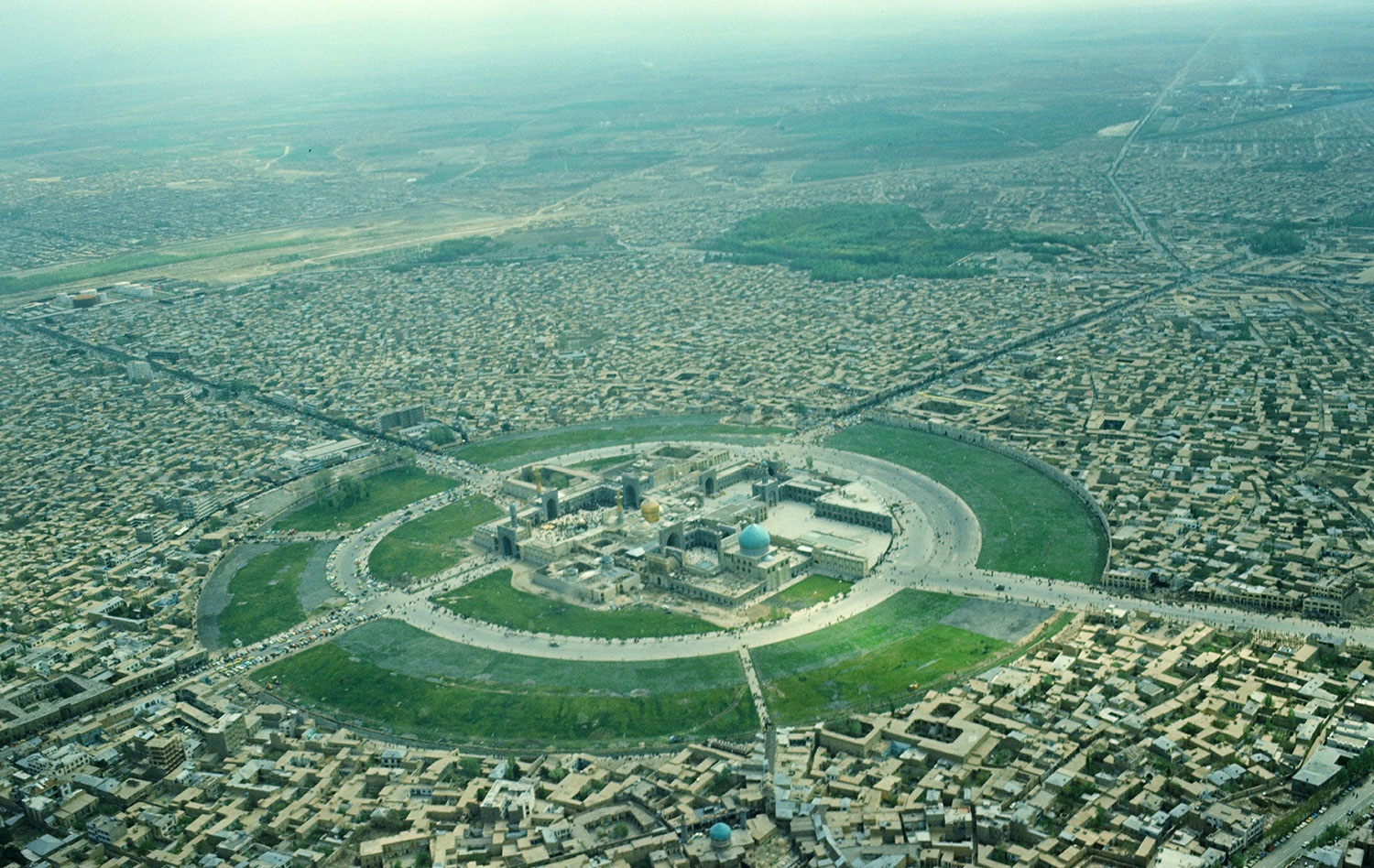
Sanktuarium Imama Rezy